# Ôtez-moi d'un doute
Pour plus de détails, voir Fiche technique et Distribution.
Ôtez-moi d'un doute est un film franco-belge réalisé par Carine Tardieu et sorti en 2017. Les scènes ont été filmées essentiellement à Vannes et à Étel dans le Morbihan.

## Synopsis
Erwan, démineur professionnel, va bientôt être grand-père. Sa fille Juliette attend, en effet, une petite fille dont elle ne souhaite pas dévoiler qui est le père. Lors d'un test destiné à vérifier une possible maladie génétique, Erwan apprend qu'il n'est pas le fils biologique de son père. Il engage une détective privée pour connaître l'identité de son père biologique. Très vite, l'enquête aboutit. Son père est Joseph Levkine et vit non loin de son fils. Mais Joseph a aussi une fille, qui tombe amoureuse d'Erwan.

## Fiche technique
Sauf indication contraire, les informations mentionnées dans cette section peuvent être confirmées par la base de données cinématographiques IMDb,  présente dans la section « Liens externes ».
- Titre français : Ôtez-moi d'un doute
- Réalisation : Carine Tardieu
- Scénario : Carine Tardieu, Michel Leclerc et Raphaële Moussafir, avec la collaboration de Baya Kasmi
- Photographie : Pierre Cottereau
- Montage : Christel Dewynter
- Musique originale : Éric Slabiak
- Son : Ivan Dumas, Julie Brenta et Thomas Gauder
- Décors : Jean-Marc Tran Tan Ba
- Costumes : Isabelle Pannetier
- Production : Fabrice Goldstein et Antoine Rein
- Société de production : Karé Productions, uMedia (en)[1]
  - En association avec les SOFICA A+ Images 7 et Cofimage 28
- Pays de production :  France et  Belgique
- Langue originale : français
- Genre : comédie dramatique[2]
- Durée : 100 minutes
- Dates de sortie :
  - Australie : 30 mars 2017 (Festival du film français de Melbourne)
  - France : 20 mai 2017 (Festival de Cannes, Quinzaine des réalisateurs) ; 6 septembre 2017 (sortie nationale)[2]
  - Belgique, Suisse romande : 6 septembre 2017
  - Canada : 15 juin 2018

## Distribution
Sauf indication contraire, les informations mentionnées dans cette section peuvent être confirmées par la base de données cinématographiques IMDb,  présente dans la section « Liens externes ».
- François Damiens : Erwan Gourmelon, démineur, veuf
- Cécile de France : Anna Levkine, médecin généraliste
- Guy Marchand : Bastien Gourmelon, père d'Erwan, veuf
- André Wilms : Joseph Levkine, père d'Anna
- Alice de Lencquesaing : Juliette Gourmelon, fille d'Erwan, enceinte
- Estéban : Didier Morfin
- Lyes Salem : Madjid
- Sam Karmann : le docteur Rio, le généticien
- Brigitte Roüan : Cécile, détective privée
- Julie Debazac : la directrice d'exploitation
- Loïc Baylacq : le chef de chantier
- Nadège Beausson-Diagne : la mère de la fillette
- Heiko Dethier : le technicien démineur
- Hervé Pierre : l'administrateur des Affaires maritimes
- Emmanuelle Michelet : la vendeuse de crêpes
- Alban Aumard : le serveur du restaurant
- Anna Gaylor : la patiente d'Anna
- Soumaye Bocoum : la stagiaire de Juliette
- Guillaume Clémencin : le docteur Legrand
- Perrette Souplex : la réceptionniste de l'hôtel

## Musique
- Chiribim, Chiribom par The Barry Sisters.
- Words par F. R. David.
- Concerto pour mandoline d'Antonio Vivaldi.
- La Flûte enchantée de Wolfgang Amadeus Mozart.
- Ma Fille par Serge Reggiani.

## Distinctions
- Festival Film by the Sea (en) de Flessingue (festival centré sur les adaptations cinématographiques d'œuvres littéraires) : prix du public pour Carine Tardieu

## Autour du film
- Baya Kasmi (collaborant au scénario) et son compagnon Michel Leclerc, co-scénariste du film, apparaissent comme figurants au restaurant (environ à la 42e minute).[réf. souhaitée]

### Articles de presse
- Luc Chessel, « Ôtez-moi d'un doute », Libération N°11195 - supplément Cannes, SARL Libération, Paris, 22 mai 2017, p. V,  (ISSN 0335-1793)